# Sztárban sztár leszek! (negyedik évad)
A Sztárban sztár leszek! című zenés tehetségkutató negyedik évada 2023. szeptember 3-án vette kezdetét a TV2-n.
2022. október 20-án, a Big Picture szakmai konferencián jelentette be a TV2 Csoport programigazgatója, Fischer Gábor, hogy 2023-ban elindul a műsor negyedik évada. Az első felhívás a jelentkezésre 2022. október 23-án, a Sztárban sztár leszek! harmadik évadának harmadik élő adásában jelent meg.
A műsorvezető változatlanul Till Attila. A mesterek személye ezúttal sem változott, maradt a Pápai Joci, Tóth Gabi, Köllő Babett és Majoros Péter „Majka” alkotta csapat, utóbbi kettőnek ez a harmadik évada ebben a pozícióban.
A Sztárban sztár kilencedik évadának ötödik adásában jelentették be, hogy a Sztárban sztár leszek! negyedik évadában a győztes nyereménye minden eddiginél magasabb, 20 millió forint, valamint egy Nissan Juke személyautó.
Az évad minden eddiginél hosszabb, 20 részes volt, a döntőre 2023. december 10-én került sor.

## Adások felvételről

### Válogatók
A negyedik évad forgatása 2023. június 6-án kezdődött. A válogatón elég volt egy zsűritag IGEN szavazata is, ebben az esetben az ő csapatába került az adott versenyző. Ha a versenyzőt kettő vagy több zsűritagtól kapott IGEN szavazatot, akkor el kellett dönteniük a zsűritagoknak, hogy ki legyen az adott versenyző mestere. A szereplőválogatás végén a mestereknek el kellett dönteniük, hogy kiket visznek magukkal a középdöntőbe.
Az alábbi versenyzők kaptak legalább egy igent valamelyik mestertől a válogatók során:
| 1. válogató (szeptember 3.) - Radics Attila „Lukász” - Nagy Alexandra Roxána - Váraljai Dominik - Kalla Andrea - Pál Péter - Gönczöl Csenge - Kovács Márk - Tasi Dávid - Bíró Enzó - Jamrich Mihály - Főfai Dániel - Széchenyi Lili | 2. válogató (szeptember 9.) - Kassai Szabolcs - Kapitány Evelin - Karapancsev Kristóf - Daróczi Bence - Türk Máté - Horváth Márk - Bálint Nikolett - Becz Bernadett - Fayarchuck Aidan - Oláh Vivien - Császár Péter - Váradi János | 3. válogató (szeptember 10.) - Novák Karen - Berta Dániel - Mátrai Hedda - Liza Akhrymenko - Lévai Attila - Szabó Anita - Petre Ricard - Bódi József - Rugós Beke - Tóth Móni - Szologhjan Edgar | 4. válogató (szeptember 16.) - Barta Sári - Halász Rebeka - Kéri Kitti Katinka - Schiffer Patrik - Wittmann Sz. Balázs - Poulus Krisztina - Nagy Renáta - Bányai Noémi - Victoriá Koloszova - Szentmártoni Norman - Magdics Gréta - Csorba Gyuszi - Fehérváry Fruzsina - Szabó Fruzsina - Solymár Matyi | 5. válogató (szeptember 17.) - Mészáros Petra - Giuseppe Leto - Engel-Iván Lili - Zsembera Liliána - Gór-Nagy Era - Csonka Mike - Bernáth Ibolya - Dósa Krisztián - Kovács Réka - Balog Kitti - Szathmáry Ádám |

### Középdöntők
A középdöntőben 3 széket helyeztek el a színpad szélén. A meghallgatás csapatonként zajlott és csak az adott versenyző mestere dönthetett arról, hogy továbbjutatja-e, tehát leülteti-e a versenyzőt vagy sem. A leültetés nem jelentett automatikus továbbjutást, ugyanis ha minden szék foglalt volt és az adott mester újabb versenyzőt ültetett le, akkor ehhez valakit fel kellett állítania. Amennyiben az egyik mester igazságtalannak tartotta a felállítást, a versenyzőt "ellophatta", aki ezáltal annak a mesternek a csapatába került. A mesterek akár vissza is hívhatták elküldött versenyzőiket, bár ekkor fel kellett állítaniuk egy másik leültetett versenyzőjüket. Azonban a negyedik évad egyik nagy újítása volt, hogy a mesterek csapatonként kiválaszthattak még egy embert, akit a középdöntő végén, így négy fővel kezdhették meg az élő műsorokat.

#### 1. középdöntő (szeptember 23.)
A középdöntő első részében Tóth Gabi alakította ki csapatát.
| #  | Előadó         | Dal                  | Eredeti előadó           | Eredmény                   | Székeken helyet foglaló versenyzők | Székeken helyet foglaló versenyzők | Székeken helyet foglaló versenyzők |
| #  | Előadó         | Dal                  | Eredeti előadó           | Eredmény                   | 1. szék                            | 2. szék                            | 3. szék                            |
| -- | -------------- | -------------------- | ------------------------ | -------------------------- | ---------------------------------- | ---------------------------------- | ---------------------------------- |
| 1  | Nagy Alexa     | Run the Show         | Kat DeLuna               | Szék → Ellopták → Vígaszág | üres                               | üres                               | Nagy Alexa                         |
| 2  | Novák Karen    | I Love Rock ’N’ Roll | Joan Jett                | Kiesett                    | üres                               | üres                               | Nagy Alexa                         |
| 3  | Balog Kitti    | Stromg Enough        | Cher                     | Kiesett                    | üres                               | üres                               | Nagy Alexa                         |
| 4  | Molnár Bianka  | Next to me           | Emeli Sandé              | Kiesett                    | üres                               | üres                               | Nagy Alexa                         |
| 5  | Giuseppe Leto  | Fairytale            | Alexander Rybak          | Szék → Kiesett             | üres                               | Giuseppe Leto                      | Nagy Alexa                         |
| 6  | Berta Dániel   | Szabadítsd fel       | Mester Tamás             | Szék → Kiesett             | Berta Dániel                       | Giuseppe Leto                      | Nagy Alexa                         |
| 7  | Gór-Nagy Erika | Raise Your Glass     | Pink                     | Szék → Kiesett             | Berta Dániel                       | Gór-Nagy Erika                     | Nagy Alexa                         |
| 8  | Magdics Gréta  | Havana               | Camila Cabello           | Kiesett                    | Berta Dániel                       | Gór-Nagy Erika                     | Nagy Alexa                         |
| 9  | Jamrich Mihály | Over the Rainbow     | Israel Kamakawiwoʻole    | Szék → Ellopták → Kiesett  | Jamrich Mihály                     | Gór-Nagy Erika                     | Nagy Alexa                         |
| 10 | Halász Rebeka  | Utánam a vízözön     | Palya Bea                | Szék → Vigaszág            | Jamrich Mihály                     | Halász Rebeka                      | Nagy Alexa                         |
| 11 | Szathmáry Ádám | Way Down We Go       | Jökull Júlíusson (Kaleo) | Szék → Továbbjutott        | Szathmáry Ádám                     | Halász Rebeka                      | Nagy Alexa                         |
| 12 | Solymár Matyi  | Freedom! '90         | George Michael           | Szék → Továbbjutott        | Szathmáry Ádám                     | Halász Rebeka                      | Solymár Matyi                      |
| 13 | Oláh Vivien    | Anyone               | Demi Lovato              | Szék → Továbbjutott        | Szathmáry Ádám                     | Oláh Vivien                        | Solymár Matyi                      |

#### 2. középdöntő (szeptember 24.)
A középdöntő második részében Pápai Joci alakította ki csapatát.
| #  | Előadó               | Dal                         | Eredeti előadó                   | Eredmény                       | Székeken helyet foglaló versenyzők | Székeken helyet foglaló versenyzők | Székeken helyet foglaló versenyzők |
| #  | Előadó               | Dal                         | Eredeti előadó                   | Eredmény                       | 1. szék                            | 2. szék                            | 3. szék                            |
| -- | -------------------- | --------------------------- | -------------------------------- | ------------------------------ | ---------------------------------- | ---------------------------------- | ---------------------------------- |
| 1  | Kéri Kitti Katinka   | Objection                   | Shakira                          | Szék → Kiesett                 | üres                               | üres                               | Kéri Kitti Katinka                 |
| 2  | Korsós-Balogh Eszter | I Wanna Dance with Somebody | Whitney Houston                  | Szék → Kiesett                 | üres                               | Korsós-Balogh Eszter               | Kéri Kitti Katinka                 |
| 3  | Zsembera Liliána     | Woman                       | Doja Cat                         | Szék → Kiesett                 | Zsembera Liliána                   | Korsós-Balogh Eszter               | Kéri Kitti Katinka                 |
| 4  | Nagy Renáta          | Olyan, mint te              | Szekeres Adrien                  | Szék → Kiesett                 | Nagy Renáta                        | Korsós-Balogh Eszter               |                                    |
| 5  | Kulcsár Boglárka     | California Gurls            | Katy Perry                       | Kiesett                        | Nagy Renáta                        | Korsós-Balogh Eszter               |                                    |
| 6  | Mátrai Hedda         | Tik Tok                     | Kesha                            | Kiesett                        | Nagy Renáta                        | Korsós-Balogh Eszter               |                                    |
| 7  | Bernáth Ibolya       | Nem baj                     | Mohamed Fatima                   | Kiesett                        | Nagy Renáta                        | Korsós-Balogh Eszter               |                                    |
| 8  | Barta Sára           | Physical                    | Dua Lipa                         | Kiesett                        | Nagy Renáta                        | Korsós-Balogh Eszter               |                                    |
| 9  | Csepregi József      | Basket Case                 | Billie Joe Armstrong (Green Day) | Szék → Kiesett                 | Nagy Renáta                        | Korsós-Balogh Eszter               | Csepregi József                    |
| 10 | Liza Akhrymenko      | In Your Eyes                | Kylie Minogue                    | Szék → Vigaszág → Kiesett      | Nagy Renáta                        | Korsós-Balogh Eszter               | Liza Akhrymenko                    |
| 11 | Váradi János         | Closer                      | Ne-Yo                            | Szék → Továbbjutott            | Váradi János                       | Korsós-Balogh Eszter               | Liza Akhrymenko                    |
| 12 | Szabó Fruzsina       | Total Eclipse of the Heart  | Bonnie Tyler                     | Szék → Továbbjutott            | Váradi János                       | Korsós-Balogh Eszter               | Szabó Fruzsina                     |
| 13 | Tasi Dávid           | Counting Stars              | Ryan Tedder (OneRepublic)        | Szék → Ellopták → Továbbjutott | Váradi János                       | Tasi Dávid                         | Szabó Fruzsina                     |
| 14 | Széchenyi Lili       | We Found Love               | Rihanna                          | Szék → Továbbjutott            | Váradi János                       | Széchenyi Lili                     | Szabó Fruzsina                     |

#### 3. középdöntő (szeptember 30.)
A középdöntő harmadik részében Majka alakította ki csapatát.
| #  | Előadó              | Dal                                             | Eredeti előadó                            | Eredmény                       | Székeken helyet foglaló versenyzők | Székeken helyet foglaló versenyzők | Székeken helyet foglaló versenyzők |
| #  | Előadó              | Dal                                             | Eredeti előadó                            | Eredmény                       | 1. szék                            | 2. szék                            | 3. szék                            |
| -- | ------------------- | ----------------------------------------------- | ----------------------------------------- | ------------------------------ | ---------------------------------- | ---------------------------------- | ---------------------------------- |
| 1  | Kassai Szabolcs     | I Got a Girl                                    | Lou Bega                                  | Szék → Kiesett                 | Jamrich Mihály                     | Kassai Szabolcs                    | üres                               |
| 2  | Rugós Beke          | Való Világ                                      | Ganxsta Zolee (Ganxsta Zolee és a Kartel) | Szék → Kiesett                 | Jamrich Mihály                     | Kassai Szabolcs                    | Rugós Beke                         |
| 3  | Gönczöl Csenge      | MMM                                             | Minelli                                   | Kiesett                        | Jamrich Mihály                     | Kassai Szabolcs                    | Rugós Beke                         |
| 4  | Kalla Andrea        |                                                 |                                           | Kiesett                        | Jamrich Mihály                     | Kassai Szabolcs                    | Rugós Beke                         |
| 5  | Bálint Nikolett     | Shy Guy                                         | Diana King                                | Kiesett                        | Jamrich Mihály                     | Kassai Szabolcs                    | Rugós Beke                         |
| 6  | William Snellinh    |                                                 |                                           | Kiesett                        | Jamrich Mihály                     | Kassai Szabolcs                    | Rugós Beke                         |
| 7  | Fehérváry Fruzsina  | Valahonnan                                      | Kollányi Zsuzsi                           | Szék → Kiesett                 | Jamrich Mihály                     | Fehérváry Fruzsina                 | Rugós Beke                         |
| 8  | Fayarchuck Aidan    | Astronaut in the Ocean                          | Masked Wolf                               | Ellopták → Kiesett             | Jamrich Mihály                     | Fehérváry Fruzsina                 | Rugós Beke                         |
| 9  | Becz Bernadett      | A Little Party Never Killed Nobody (All We Got) | Fergie                                    | Szék → Kiesett                 | Becz Bernadett                     | Fehérváry Fruzsina                 | Rugós Beke                         |
| 10 | Bányai Noémi        | On The Floor                                    | Jennifer Lopez                            | Szék → Ellopták → Továbbjutott | Bányai Noémi                       | Fehérváry Fruzsina                 | Rugós Beke                         |
| 11 | Engel-Iván Lili     | I See Red                                       | Anni-Frid Lyngstad                        | Szék → Továbbjutott            | Engel-Iván Lili                    |                                    | Rugós Beke                         |
| 12 | Daróczi Bence       | Can't Hold Us                                   | Macklemore                                | Szék → Vigaszág                | Engel-Iván Lili                    | Daróczi Bence                      |                                    |
| 13 | Karapancsev Kristóf | Goldeneye                                       | Tina Turner                               | Szék → Továbbjutott            | Engel-Iván Lili                    | Karapancsev Kristóf                |                                    |
| 14 | Szologhjan Edgar    | Seven Nation Army                               | Jack White (The White Stripes)            | Szék → Továbbjutott            | Engel-Iván Lili                    | Karapancsev Kristóf                | Szologhjan Edgar                   |

#### 4. középdöntő (október 1.)
A középdöntő negyedik részében Köllő Babett alakította ki csapatát.
| #  | Előadó              | Dal                                            | Eredeti előadó                | Eredmény            | Székeken helyet foglaló versenyzők | Székeken helyet foglaló versenyzők | Székeken helyet foglaló versenyzők |
| #  | Előadó              | Dal                                            | Eredeti előadó                | Eredmény            | 1. szék                            | 2. szék                            | 3. szék                            |
| -- | ------------------- | ---------------------------------------------- | ----------------------------- | ------------------- | ---------------------------------- | ---------------------------------- | ---------------------------------- |
| 1  | Csitári Tamás       | You Give Love a Bad Name                       | Jon Bon Jovi (Bon Jovi)       | Kiesett             | Fayarchuck Aidan                   | Tasi Dávid                         | Nagy Alexa                         |
| 2  | Bíró Enzó           | The Fox (What Does the Fox Say?)               | Vegard Ylvisåker (Ylvis)      | Kiesett             | Fayarchuck Aidan                   | Tasi Dávid                         | Nagy Alexa                         |
| 3  | Kapitány Evelin     | Million Dollar Baby                            | Ava Max                       | Kiesett             | Fayarchuck Aidan                   | Tasi Dávid                         | Nagy Alexa                         |
| 4  | Kovács Réka         | Lush Life                                      | Zara Larsson                  | Kiesett             | Fayarchuck Aidan                   | Tasi Dávid                         | Nagy Alexa                         |
| 5  | Pál Péter           | Cha Cha                                        | Chelo                         | Kiesett             | Fayarchuck Aidan                   | Tasi Dávid                         | Nagy Alexa                         |
| 6  | Jobbik Laura        | Na Na Na                                       | Dani Klein (Vaya con Dios)    | Kiesett             | Fayarchuck Aidan                   | Tasi Dávid                         | Nagy Alexa                         |
| 7  | Szabó Anita         | The Boy Does Nothing                           | Alesha Dixon                  | Kiesett             | Fayarchuck Aidan                   | Tasi Dávid                         | Nagy Alexa                         |
| 8  | Kántor Rebeka       | Because Of You                                 | Kelly Clarkson                | Kiesett             | Fayarchuck Aidan                   | Tasi Dávid                         | Nagy Alexa                         |
| 9  | Petre Ricard        | Introvertált dal                               | Azahriah                      | Kiesett             | Fayarchuck Aidan                   | Tasi Dávid                         | Nagy Alexa                         |
| 10 | Dósa Krisztián      | Crazy                                          | Cee Lo Green (Gnarls Barkley) | Kiesett             | Fayarchuck Aidan                   | Tasi Dávid                         | Nagy Alexa                         |
| 11 | Csonka Mike         | All of Me                                      | John Legend                   | Szék → Továbbjutott | Csonka Mike                        | Tasi Dávid                         | Nagy Alexa                         |
| 12 | Poulus Krisztina    | River                                          | Bishop Briggs                 | Szék → Kiesett      | Csonka Mike                        | Tasi Dávid                         | Poulus Krisztina                   |
| 13 | Victoriá Koloszova  | Born This Way                                  | Lady Gaga                     | Szék → Kiesett      | Csonka Mike                        | Tasi Dávid                         | Victoriá Koloszova                 |
| 14 | Szentmártoni Norman | I’d Do Anything for Love (But I Won’t Do That) | Meat Loaf                     | Szék → Továbbjutott | Csonka Mike                        | Tasi Dávid                         | Szentmártoni Norman                |

## Élő adások
Az élő adássorozat a korábbi évadoktól eltérően 16 versenyzővel indult. Az évad újítása volt, hogy az első kettő élő show két egymást követő este, október 7-én és 8-án került képernyőre, ahol 2-2 mester versenyzői csapaton belül, párokra osztva versenyeztek egymással. Az összecsapások eredményeit, győztes versenyzőit a közönség döntötte el az összecsapások utáni 2 perces szavazásokon a TV2 Live applikáción, illetve emelt díjas telefonhívással, mely 5 applikációs szavazattal volt egyenértékű. Az egyes versenyzőkre beérkezett szavazatok alapján az összecsapást a több szavazattal rendelkező versenyző nyerte és ezzel továbbjutott a harmadik élő adásba. Az adott mester mindkét összecsapása után a két vesztes versenyzője közül döntött a kieső, illetve a továbbjutó személyéről. Tehát az első kettő élő show-ban minden mesternek kiesett egy versenyzője. A harmadik élő adástól az elődöntőig az első körben a zsűri 1-től 10-ig pontozta a produkciókat, kivéve azt a mestert, akinek a versenyzője a színpadon volt. Így összesen egy versenyző legfeljebb 30 pontot kaphatott, azonban az ötödik élő show-tól a mesterek a produkciók után plusz 1 pontot adhattak egy-egy olyan versenyzőnek, aki nem az ő csapatuk tagja volt. A nézők a TV2 Live applikáción szavazhattak a produkciók ideje alatt, illetve a teljes szavazási etap alatt emelt díjas telefonhívással. A legtöbb összesített szavazattal rendelkező versenyző lett a napi győztes, aki így automatikusan továbbjutott, míg a többiekre egy újabb körben lehetett szavazni. A második szavazási etap lezárása után a két legkevesebb összesített szavazattal rendelkező versenyző a veszélyzónába került, a szavazataikat lenullázták és közülük az a versenyző jutott tovább, aki több szavazatot kapott a 2 perces villámszavazáson. A döntőben a zsűri nem pontozott, kizárólag a nézői szavazatok döntöttek a versenyzők sorsáról. A versenyzők közös produkcióit a mesterek nem pontozták.

### Összesített eredmények
| Csapatok Köllő Babett csapata Majoros Péter „Majka” csapata Tóth Gabi csapata Pápai Joci csapata | Jelmagyarázat – A versenyző megnyerte az összecsapást, így automatikusan továbbjutott – A versenyző elvesztette az összecsapást és a mestere juttatta tovább – A versenyző elvesztette az összecsapást és nem mentette meg a mestere, így kiesett – A versenyző nem vett részt az adásban – A versenyző továbbjutott – A legtöbb szavazattal rendelkező versenyző (heti győztes) – A két legkevesebb szavazattal rendelkező, veszélyzónás versenyző, akiknek a sorsát egy kétperces villámszavazás döntötte el – A versenyző kiesett |

| 1.     |  | Karapancsev Kristóf | Továbbjutott   | Nem vett részt | Továbbjutott          | Továbbjutott          | Továbbjutott          | Továbbjutott          | Továbbjutott          | Továbbjutott          | Továbbjutott          | Továbbjutott          | 1. helyezett döntőben |                       |                      |
| 2.     |  | Széchenyi Lili      | Nem vett részt | Továbbjutott   | Továbbjutott          | Továbbjutott          | Továbbjutott          | Továbbjutott          | Továbbjutott          | Továbbjutott          | Továbbjutott          | Továbbjutott          | 2. helyezett döntőben |                       |                      |
| 3.     |  | Nagy Alexa          | Továbbjutott   | Nem vett részt | Továbbjutott          | Utolsó kettő          | Továbbjutott          | Továbbjutott          | Továbbjutott          | Továbbjutott          | Továbbjutott          | Utolsó kettő          | 3. helyezett döntőben |                       |                      |
| 4.     |  | Szologjan Edgar     | Továbbjutott   | Nem vett részt | Továbbjutott          | Továbbjutott          | Továbbjutott          | Utolsó kettő          | Továbbjutott          | Továbbjutott          | Továbbjutott          | Továbbjutott          | 4. helyezett döntőben |                       |                      |
| 5.     |  | Halász Rebeka       | Nem vett részt | Továbbjutott   | Továbbjutott          | Továbbjutott          | Továbbjutott          | Továbbjutott          | Továbbjutott          | Továbbjutott          | Utolsó kettő          | Utolsó kettő          | Kiesett a 10. adásban |                       |                      |
| 6.     |  | Tasi Dávid          | Továbbjutott   | Nem vett részt | Továbbjutott          | Továbbjutott          | Utolsó kettő          | Továbbjutott          | Továbbjutott          | Utolsó kettő          | Utolsó kettő          | Kiesett a 9. adásban  | Kiesett a 9. adásban  |                       |                      |
| 7.     |  | Váradi János        | Nem vett részt | Továbbjutott   | Továbbjutott          | Továbbjutott          | Továbbjutott          | Továbbjutott          | Utolsó kettő          | Utolsó kettő          | Kiesett a 8. adásban  | Kiesett a 8. adásban  | Kiesett a 8. adásban  | Kiesett a 8. adásban  | Kiesett a 8. adásban |
| 8.     |  | Oláh Vivien         | Nem vett részt | Továbbjutott   | Utolsó kettő          | Továbbjutott          | Továbbjutott          | Továbbjutott          | Utolsó kettő          | Kiesett a 7. adásban  | Kiesett a 7. adásban  | Kiesett a 7. adásban  | Kiesett a 7. adásban  | Kiesett a 7. adásban  | Kiesett a 7. adásban |
| 9.     |  | Engel-Iván Lili     | Továbbjutott   | Nem vett részt | Továbbjutott          | Továbbjutott          | Továbbjutott          | Utolsó kettő          | Kiesett a 6. adásban  | Kiesett a 6. adásban  | Kiesett a 6. adásban  | Kiesett a 6. adásban  | Kiesett a 6. adásban  | Kiesett a 6. adásban  | Kiesett a 6. adásban |
| 10.    |  | Bányai Noémi        | Nem vett részt | Továbbjutott   | Továbbjutott          | Továbbjutott          | Utolsó kettő          | Kiesett az 5. adásban | Kiesett az 5. adásban | Kiesett az 5. adásban | Kiesett az 5. adásban | Kiesett az 5. adásban | Kiesett az 5. adásban | Kiesett az 5. adásban |                      |
| 11.    |  | Solymár Matyi       | Nem vett részt | Továbbjutott   | Továbbjutott          | Utolsó kettő          | Kiesett a 4. adásban  | Kiesett a 4. adásban  | Kiesett a 4. adásban  | Kiesett a 4. adásban  | Kiesett a 4. adásban  | Kiesett a 4. adásban  | Kiesett a 4. adásban  | Kiesett a 4. adásban  |                      |
| 12.    |  | Szentmártoni Norman | Továbbjutott   | Nem vett részt | Utolsó kettő          | Kiesett a 3. adásban  | Kiesett a 3. adásban  | Kiesett a 3. adásban  | Kiesett a 3. adásban  | Kiesett a 3. adásban  | Kiesett a 3. adásban  | Kiesett a 3. adásban  | Kiesett a 3. adásban  | Kiesett a 3. adásban  |                      |
| 13–16. |  | Szabó Fruzsina      | Nem vett részt | Kiesett        | Kiesett a 2. adásban  | Kiesett a 2. adásban  | Kiesett a 2. adásban  | Kiesett a 2. adásban  | Kiesett a 2. adásban  | Kiesett a 2. adásban  | Kiesett a 2. adásban  | Kiesett a 2. adásban  | Kiesett a 2. adásban  | Kiesett a 2. adásban  |                      |
| 13–16. |  | Szathmáry Ádám      | Nem vett részt | Kiesett        | Kiesett a 2. adásban  | Kiesett a 2. adásban  | Kiesett a 2. adásban  | Kiesett a 2. adásban  | Kiesett a 2. adásban  | Kiesett a 2. adásban  | Kiesett a 2. adásban  | Kiesett a 2. adásban  | Kiesett a 2. adásban  | Kiesett a 2. adásban  |                      |
| 13–16. |  | Csonka Mike         | Kiesett        | Nem vett részt | Kiesett az 1. adásban | Kiesett az 1. adásban | Kiesett az 1. adásban | Kiesett az 1. adásban | Kiesett az 1. adásban | Kiesett az 1. adásban | Kiesett az 1. adásban | Kiesett az 1. adásban | Kiesett az 1. adásban | Kiesett az 1. adásban |                      |
| 13–16. |  | Daróczi Bence       | Kiesett        | Nem vett részt | Kiesett az 1. adásban | Kiesett az 1. adásban | Kiesett az 1. adásban | Kiesett az 1. adásban | Kiesett az 1. adásban | Kiesett az 1. adásban | Kiesett az 1. adásban | Kiesett az 1. adásban | Kiesett az 1. adásban | Kiesett az 1. adásban |                      |

### 1. adás (október 7.)
Az első élő show-ban Majoros Péter „Majka” és Köllő Babett versenyzői léptek színpadra.
| #                 | Előadó      | Előadó              | Dal                            | Eredeti előadó           | Eredmény     |
| Rock párbaj       | Rock párbaj | Rock párbaj         | Rock párbaj                    | Rock párbaj              | Rock párbaj  |
| ----------------- | ----------- | ------------------- | ------------------------------ | ------------------------ | ------------ |
| 1                 |             | Karapancsev Kristóf | Rollin'                        | Fred Durst (Limp Bizkit) | Továbbjutott |
| 2                 |             | Engel-Iván Lili     | Bring Me to Life               | Amy Lee (Evanescence)    | Továbbjutott |
| Grammy-díj párbaj |             |                     |                                |                          |              |
| 3                 |             | Daróczi Bence       | Sorry                          | Justin Bieber            | Kiesett      |
| 4                 |             | Szologjan Edgar     | Get Ur Freak On                | Missy Elliott            | Továbbjutott |
| Csajozós párbaj   |             |                     |                                |                          |              |
| 5                 |             | Tasi Dávid          | Talk Dirty                     | Jason Derulo             | Továbbjutott |
| 6                 |             | Csonka Mike         | Beautiful Girls / Fire Burning | Sean Kingston            | Kiesett      |
| Eurovíziós párbaj |             |                     |                                |                          |              |
| 7                 |             | Szentmártoni Norman | Heroes                         | Måns Zelmerlöw           | Továbbjutott |
| 8                 |             | Nagy Alexa          | Tattoo                         | Loreen                   | Továbbjutott |

### 2. adás (október 8.)
A második élő show-ban Pápai Joci és Tóth Gabi versenyzői léptek színpadra.
| #                                  | Előadó          | Előadó          | Dal                      | Eredeti előadó             | Eredmény        |
| Női erő párbaja                    | Női erő párbaja | Női erő párbaja | Női erő párbaja          | Női erő párbaja            | Női erő párbaja |
| ---------------------------------- | --------------- | --------------- | ------------------------ | -------------------------- | --------------- |
| 1                                  |                 | Halász Rebeka   | Super Bass               | Nicki Minaj                | Továbbjutott    |
| 2                                  |                 | Oláh Vivien     | Crazy in Love            | Beyoncé Knowles            | Továbbjutott    |
| Brit énekes párbaj                 |                 |                 |                          |                            |                 |
| 3                                  |                 | Szathmáry Ádám  | Bad Habits               | Ed Sheeran                 | Kiesett         |
| 4                                  |                 | Solymár Matyi   | Personal Jesus           | Dave Gahan (Depeche Mode)  | Továbbjutott    |
| Szerelmi vallomások párbaja        |                 |                 |                          |                            |                 |
| 5                                  |                 | Váradi János    | Gyere őrült              | Pataky Attila (Edda Művek) | Továbbjutott    |
| 6                                  |                 | Szabó Fruzsina  | Jöjj még                 | Tóth Gabi                  | Kiesett         |
| Táncdalfesztivál királynői párbaja |                 |                 |                          |                            |                 |
| 7                                  |                 | Bányai Noémi    | Nem várok holnapig       | Zalatnay Sarolta           | Továbbjutott    |
| 8                                  |                 | Széchenyi Lili  | Nem leszek a játékszered | Kovács Kati                | Továbbjutott    |

### 3. adás (október 15.)
- Közös produkció: Runaway (OneRepublic)

| #  | Előadó | Előadó              | Dal                                                  | Eredeti előadó           | Pontozás | Pontozás     | Pontozás  | Pontozás   | Pontozás | Eredmény      |
| #  | Előadó | Előadó              | Dal                                                  | Eredeti előadó           |          |              |           |            | Összesen | Eredmény      |
| #  | Előadó | Előadó              | Dal                                                  | Eredeti előadó           | Majka    | Köllő Babett | Tóth Gabi | Pápai Joci | Összesen | Eredmény      |
| -- | ------ | ------------------- | ---------------------------------------------------- | ------------------------ | -------- | ------------ | --------- | ---------- | -------- | ------------- |
| 1  |        | Engel-Iván Lili     | Take On Me                                           | Morten Harket (A-ha)     | X        | 8            | 8         | 8          | 24       | Továbbjutott  |
| 2  |        | Karapancsev Kristóf | The Real Slim Shady                                  | Eminem                   | X        | 8            | 6         | 7          | 21       | Továbbjutott  |
| 3  |        | Oláh Vivien         | Legyen a Horváth-kertben, Budán...                   | Honthy Hanna             | 7        | 8            | X         | 8          | 23       | Utolsó előtti |
| 4  |        | Szentmártoni Norman | Meghalok egy csókodért / Ne sírj! / Szomorú szamuráj | Kozso (Ámokfutók)        | 6        | X            | 7         | 6          | 19       | Kiesett       |
| 5  |        | Bányai Noémi        | Fancy                                                | Iggy Azalea              | 8        | 8            | 8         | X          | 24       | Továbbjutott  |
| 6  |        | Halász Rebeka       | Welcome To Burlesque                                 | Cher                     | 8        | 8            | X         | 8          | 24       | Továbbjutott  |
| 7  |        | Szologjan Edgar     | Mammamia                                             | Damiano David (Måneskin) | X        | 9            | 9         | 9          | 27       | Továbbjutott  |
| 8  |        | Tasi Dávid          | Túl szexi                                            | Zoltán Erika             | 10       | X            | 10        | 10         | 30       | Továbbjutott  |
| 9  |        | Nagy Alexa          | No Time To Die                                       | Billie Eilish            | 10       | X            | 10        | 10         | 30       | Továbbjutott  |
| 10 |        | Széchenyi Lili      | Lean On                                              | MØ                       | 8        | 8            | 9         | X          | 25       | Továbbjutott  |
| 11 |        | Váradi János        | Keresem a szót / Homokba rajzolt szerelem            | Krisz Rudi               | 8        | 9            | 8         | X          | 25       | Továbbjutott  |
| 12 |        | Solymár Matyi       | Nothing Compares 2 U                                 | Sinéad O’Connor          | 9        | 10           | X         | 10         | 29       | Továbbjutott  |

### 4. adás (október 22.)
- Közös produkció: Can't Tame Her (Zara Larsson)

| #  | Előadó | Előadó              | Dal                                              | Eredeti előadó                 | Pontozás | Pontozás     | Pontozás  | Pontozás   | Pontozás | Eredmény      |
| #  | Előadó | Előadó              | Dal                                              | Eredeti előadó                 |          |              |           |            | Összesen | Eredmény      |
| #  | Előadó | Előadó              | Dal                                              | Eredeti előadó                 | Majka    | Köllő Babett | Tóth Gabi | Pápai Joci | Összesen | Eredmény      |
| -- | ------ | ------------------- | ------------------------------------------------ | ------------------------------ | -------- | ------------ | --------- | ---------- | -------- | ------------- |
| 1  |        | Széchenyi Lili      | Runaway Baby                                     | Bruno Mars                     | 9        | 8            | 8         | X          | 25       | Továbbjutott  |
| 2  |        | Oláh Vivien         | Emergency                                        | Caroline Hjelt (Icona Pop)     | 9        | 9            | X         | 9          | 27       | Továbbjutott  |
| 3  |        | Solymár Matyi       | Gedeon bácsi                                     | Szécsi Pál                     | 10       | 10           | X         | 9          | 29       | Kiesett       |
| 4  |        | Karapancsev Kristóf | Isztambul / Meghalok, hogyha rám nézel / Vakáció | Dolly (Hungária / Dolly Roll)  | X        | 9            | 8         | 8          | 25       | Továbbjutott  |
| 5  |        | Halász Rebeka       | Forget You                                       | Cee Lo Green                   | 7        | 9            | X         | 8          | 24       | Továbbjutott  |
| 6  |        | Tasi Dávid          | Chemical                                         | Post Malone                    | 7        | X            | 8         | 8          | 23       | Továbbjutott  |
| 7  |        | Bányai Noémi        | All That She Wants / The Sign / Beautiful Life   | Linn Berggren (Ace of Base)    | 8        | 8            | 8         | X          | 24       | Továbbjutott  |
| 8  |        | Engel-Iván Lili     | Something’s Got a Hold on Me                     | Christina Aguilera             | X        | 9            | 9         | 9          | 27       | Továbbjutott  |
| 9  |        | Nagy Alexa          | Vegas                                            | Doja Cat                       | 10       | X            | 10        | 10         | 30       | Utolsó előtti |
| 10 |        | Váradi János        | Believer                                         | Dan Reynolds (Imagine Dragons) | 9        | 10           | 9         | X          | 28       | Továbbjutott  |
| 11 |        | Szologjan Edgar     | La donna è mobile                                | Luciano Pavarotti              | X        | 10           | 10        | 10         | 30       | Továbbjutott  |

### 5. adás (október 29.)
Az ötödik élő show-ban, az évadban először a mesterek adhattak plusz egy pontot egy-egy versenyzőnek, aki nem az ő csapatuk tagja.
- Közös produkció: Choose Your Fighter (Ava Max)

| #  | Előadó | Előadó              | Dal                         | Eredeti előadó                | Pontozás | Pontozás     | Pontozás  | Pontozás   | Pontozás | Eredmény      |
| #  | Előadó | Előadó              | Dal                         | Eredeti előadó                |          |              |           |            | Összesen | Eredmény      |
| #  | Előadó | Előadó              | Dal                         | Eredeti előadó                | Majka    | Köllő Babett | Tóth Gabi | Pápai Joci | Összesen | Eredmény      |
| -- | ------ | ------------------- | --------------------------- | ----------------------------- | -------- | ------------ | --------- | ---------- | -------- | ------------- |
| 1  |        | Engel-Iván Lili     | Vogue / Music / Hung Up     | Madonna                       | X        | 8            | 9         | 8          | 25       | Továbbjutott  |
| 2  |        | Váradi János        | Don Quijote                 | Csepregi Éva (Neoton Família) | 9        | 9+1          | 9         | X          | 28       | Továbbjutott  |
| 3  |        | Bányai Noémi        | Firework                    | Katy Perry                    | 7        | 7            | 8         | X          | 22       | Kiesett       |
| 4  |        | Oláh Vivien         | Gangsta's Paradise          | Coolio                        | 9+1      | 9            | X         | 9          | 28       | Továbbjutott  |
| 5  |        | Tasi Dávid          | Men in Black                | Will Smith                    | 9        | X            | 8         | 9+1        | 27       | Utolsó előtti |
| 6  |        | Nagy Alexa          | Gimme More                  | Britney Spears                | 9        | X            | 10        | 10         | 29       | Továbbjutott  |
| 7  |        | Szologjan Edgar     | Pálinka dal / Vidéki sanzon | Mező Mihály (Magna Cum Laude) | X        | 9            | 8+1       | 8          | 26       | Továbbjutott  |
| 8  |        | Halász Rebeka       | Work                        | Kelly Rowland                 | 8        | 8            | X         | 9          | 25       | Továbbjutott  |
| 9  |        | Széchenyi Lili      | Bloody Mary                 | Lady Gaga                     | 9        | 9            | 9         | X          | 27       | Továbbjutott  |
| 10 |        | Karapancsev Kristóf | I’m Not the Only One        | Sam Smith                     | X        | 10           | 10        | 9          | 29       | Továbbjutott  |

### 6. adás (november 5.)
A hatodik élő show nyitányában a versenyzők a Jóbarátok című vígjátéksorozat főcímdalával az október 28-án elhunyt Matthew Perry amerikai színészre emlékeztek.
- Közös produkció: I'll Be There for You (The Rembrandts)

| # | Előadó | Előadó              | Dal                        | Eredeti előadó             | Pontozás | Pontozás     | Pontozás  | Pontozás   | Pontozás | Eredmény      |
| # | Előadó | Előadó              | Dal                        | Eredeti előadó             |          |              |           |            | Összesen | Eredmény      |
| # | Előadó | Előadó              | Dal                        | Eredeti előadó             | Majka    | Köllő Babett | Tóth Gabi | Pápai Joci | Összesen | Eredmény      |
| - | ------ | ------------------- | -------------------------- | -------------------------- | -------- | ------------ | --------- | ---------- | -------- | ------------- |
| 1 |        | Halász Rebeka       | Welcome To The Jungle      | Axl Rose (Guns N’ Roses)   | 7+1      | 8            | X         | 8          | 24       | Továbbjutott  |
| 2 |        | Oláh Vivien         | I’m Outta Love             | Anastacia                  | 8        | 8+1          | X         | 8          | 25       | Továbbjutott  |
| 3 |        | Tasi Dávid          | Puszinyuszi                | Postásy Júlia              | 7        | X            | 8         | 8          | 23       | Továbbjutott  |
| 4 |        | Karapancsev Kristóf | Holding Out for a Hero     | Adam Lambert               | X        | 9            | 8         | 9          | 26       | Továbbjutott  |
| 5 |        | Váradi János        | Vízió                      | Caramel                    | 8        | 10           | 10        | X          | 28       | Továbbjutott  |
| 6 |        | Nagy Alexa          | You Know I'm No Good       | Amy Winehouse              | 7        | X            | 9+1       | 9+1        | 27       | Továbbjutott  |
| 7 |        | Engel-Iván Lili     | A legnagyobb hős           | Tarján Zsófia (Honeybeast) | X        | 8            | 8         | 8          | 24       | Kiesett       |
| 8 |        | Szologjan Edgar     | A Little Less Conversation | Elvis Presley              | X        | 10           | 10        | 10         | 30       | Utolsó előtti |
| 9 |        | Széchenyi Lili      | When We Were Young         | Adele                      | 9        | 10           | 10        | X          | 29       | Továbbjutott  |

Extra produkció: Tóth Gabi és Papp Máté Bence – Átkozott nyár

### 7. adás (november 12.)
A hetedik élő show-ban minden versenyző mellé csatlakozott egy énekes. Az énekes kilétét még a versenyzők is csak a produkció alatt tudták meg.
- Közös produkció: 2 Be Loved (Am I Ready) (Lizzo)

| # | Előadó | Előadó              | Dal                                                                      | Eredeti előadó             | Pontozás | Pontozás     | Pontozás  | Pontozás   | Pontozás | Eredmény      |
| # | Előadó | Előadó              | Dal                                                                      | Eredeti előadó             |          |              |           |            | Összesen | Eredmény      |
| # | Előadó | Előadó              | Dal                                                                      | Eredeti előadó             | Majka    | Köllő Babett | Tóth Gabi | Pápai Joci | Összesen | Eredmény      |
| - | ------ | ------------------- | ------------------------------------------------------------------------ | -------------------------- | -------- | ------------ | --------- | ---------- | -------- | ------------- |
| 1 |        | Váradi János        | Can't Stop the Feeling! (duett Bereczki Zoltánnal)                       | Justin Timberlake          | 9        | 9            | 10        | X          | 28       | Utolsó előtti |
| 2 |        | Karapancsev Kristóf | Micsoda buli (duett Szikora Róberttel)                                   | Szikora Róbert (Hungária)  | X        | 9            | 10        | 9          | 28       | Továbbjutott  |
| 3 |        | Nagy Alexa          | Queen of the Night (duett Tóth Verával)                                  | Whitney Houston            | 9        | X            | 10        | 9          | 28       | Továbbjutott  |
| 4 |        | Szologjan Edgar     | Nah Neh Nah (duett Vastag Csabával)                                      | Dani Klein (Vaya Con Dios) | X        | 10           | 10+1      | 10+1       | 32       | Továbbjutott  |
| 5 |        | Halász Rebeka       | Do You Really Want to Hurt Me / Karma Chameleon (duett Király Viktorral) | Boy George (Culture Club)  | 9        | 9            | X         | 9          | 27       | Továbbjutott  |
| 6 |        | Széchenyi Lili      | Ex's & Oh's (duett Marics Petivel)                                       | Elle King                  | 10       | 9            | 10        | X          | 29       | Továbbjutott  |
| 7 |        | Oláh Vivien         | Night Fever / How Deep Is Your Love (duett Gáspár Lacival)               | Barry Gibb (Bee Gees)      | 9        | 9+1          | X         | 9          | 28       | Kiesett       |
| 8 |        | Tasi Dávid          | You Are The Reason (duett Király Lindával)                               | Calum Scott                | 10+1     | X            | 10        | 10         | 31       | Továbbjutott  |

Extra produkció: Pető Brúnó – Ördög Nórika

### 8. adás (november 19.)
A nyolcadik élő show-ban a versenyzők egy egyéni produkcióval és egy versenytársaikkal közös produkcióval léptek színpadra. A közös produkciókat a mesterek nem pontozták, csak szóban értékelték.
- Közös produkció: Youngblood (5 Seconds of Summer)

| 1                |  | Karapancsev Kristóf | Living on My Own              | Freddie Mercury    | Freddie Mercury | X                  | 10+1               | 10                 | 10+1               | 32                 | Továbbjutott       |                    |                    |                    |
| 2                |  | Nagy Alexa          | Nem baj                       | Mohamed Fatima     | Mohamed Fatima  | 9                  | X                  | 10                 | 9                  | 28                 | Továbbjutott       |                    |                    |                    |
| 3                |  | Váradi János        | Party Up                      | DMX                | DMX             | 8                  | 9                  | 9                  | X                  | 26                 | Kiesett            |                    |                    |                    |
| 4                |  | Tasi Dávid          | Casa de Papel                 | Azahriah           | Azahriah        | 9+1                | X                  | 9                  | 10                 | 29                 | Utolsó előtti      |                    |                    |                    |
| 5                |  | Halász Rebeka       | So What                       | Pink               | Pink            | 8                  | 9                  | X                  | 9                  | 26                 | Továbbjutott       |                    |                    |                    |
| 6                |  | Szologjan Edgar     | Boombastic / Hey Sexy Lady    | Shaggy             | Shaggy          | X                  | 9                  | 8+1                | 9                  | 27                 | Továbbjutott       |                    |                    |                    |
| 7                |  | Széchenyi Lili      | Ederlezi                      | Rúzsa Magdolna     | Rúzsa Magdolna  | 10                 | 10                 | 10                 | X                  | 30                 | Továbbjutott       |                    |                    |                    |
| Közös produkciók |  |                     |                               |                    |                 |                    |                    |                    |                    |                    |                    |                    |                    |                    |
| 8                |  | Szologjan Edgar     | Super Trouper / Dancing Queen | Benny Andersson    | (ABBA)          | A zsűri nem szavaz | A zsűri nem szavaz | A zsűri nem szavaz | A zsűri nem szavaz | A zsűri nem szavaz | A zsűri nem szavaz | A zsűri nem szavaz | A zsűri nem szavaz | A zsűri nem szavaz |
| 8                |  | Nagy Alexa          | Super Trouper / Dancing Queen | Björn Ulvaeus      | (ABBA)          | A zsűri nem szavaz | A zsűri nem szavaz | A zsűri nem szavaz | A zsűri nem szavaz | A zsűri nem szavaz | A zsűri nem szavaz | A zsűri nem szavaz | A zsűri nem szavaz | A zsűri nem szavaz |
| 8                |  | Halász Rebeka       | Super Trouper / Dancing Queen | Anni-Frid Lyngstad | (ABBA)          | A zsűri nem szavaz | A zsűri nem szavaz | A zsűri nem szavaz | A zsűri nem szavaz | A zsűri nem szavaz | A zsűri nem szavaz | A zsűri nem szavaz | A zsűri nem szavaz | A zsűri nem szavaz |
| 8                |  | Széchenyi Lili      | Super Trouper / Dancing Queen | Agnetha Fältskog   | (ABBA)          | A zsűri nem szavaz | A zsűri nem szavaz | A zsűri nem szavaz | A zsűri nem szavaz | A zsűri nem szavaz | A zsűri nem szavaz | A zsűri nem szavaz | A zsűri nem szavaz | A zsűri nem szavaz |
| 9                |  | Karapancsev Kristóf | Vár ránk a nyár               | Berta Claudia      | (C’est La Vie)  | A zsűri nem szavaz | A zsűri nem szavaz | A zsűri nem szavaz | A zsűri nem szavaz | A zsűri nem szavaz | A zsűri nem szavaz | A zsűri nem szavaz | A zsűri nem szavaz | A zsűri nem szavaz |
| 9                |  | Tasi Dávid          | Vár ránk a nyár               | Hegyesi Réka       | (C’est La Vie)  | A zsűri nem szavaz | A zsűri nem szavaz | A zsűri nem szavaz | A zsűri nem szavaz | A zsűri nem szavaz | A zsűri nem szavaz | A zsűri nem szavaz | A zsűri nem szavaz | A zsűri nem szavaz |
| 9                |  | Váradi János        | Vár ránk a nyár               | Sebők Anikó        | (C’est La Vie)  | A zsűri nem szavaz | A zsűri nem szavaz | A zsűri nem szavaz | A zsűri nem szavaz | A zsűri nem szavaz | A zsűri nem szavaz | A zsűri nem szavaz | A zsűri nem szavaz | A zsűri nem szavaz |

Extra produkció: Pápai Joci – Kivagyok rád

### 9. adás (november 26.)
A kilencedik élő show-ban az énekesek egy szólóprodukcióval és egy sztárvendéggel alkotott duettel léptek színpadra. A duett produkciókban az énekesek a sztárvendég dalát adták elő.
- Közös produkció: Houdini (Dua Lipa)

| #  | Előadó                                             | Előadó              | Dal                                       | Eredeti előadó            | Pontozás | Pontozás     | Pontozás  | Pontozás   | Pontozás | Eredmény      |
| #  | Előadó                                             | Előadó              | Dal                                       | Eredeti előadó            |          |              |           |            | Összesen | Eredmény      |
| #  | Előadó                                             | Előadó              | Dal                                       | Eredeti előadó            | Majka    | Köllő Babett | Tóth Gabi | Pápai Joci | Összesen | Eredmény      |
| -- | -------------------------------------------------- | ------------------- | ----------------------------------------- | ------------------------- | -------- | ------------ | --------- | ---------- | -------- | ------------- |
| 1  |                                                    | Karapancsev Kristóf | Királylány (duett Ördög Tibor „Csipával”) | Csipa (Hooligans)         | X        | 10           | 10        | 10         | 30       | Továbbjutott  |
| 9  | One Way Ticket                                     | Karapancsev Kristóf | Precious Wilson (Eruption)                | X                         | 10       | 9            | 9+1       | 29         |          | Továbbjutott  |
| 2  |                                                    | Széchenyi Lili      | Loco contigo / Mi Gente                   | J Balvin                  | 9        | 9            | 9         | X          | 27       | Továbbjutott  |
| 10 | Szeressetek (duett Schoblocher Barbarával)         | Széchenyi Lili      | Schoblocher Barbara (Blahalouisiana)      | 10+1                      | 10+1     | 10           | X         | 32         |          | Továbbjutott  |
| 3  |                                                    | Szologjan Edgar     | Csodák (duett Freddievel)                 | Freddie                   | X        | 10           | 10        | 10         | 30       | Továbbjutott  |
| 7  | Enter Sandman                                      | Szologjan Edgar     | James Hetfield (Metallica)                | X                         | 10       | 10+1         | 10        | 30         |          | Továbbjutott  |
| 4  |                                                    | Tasi Dávid          | Fallin' (Adrenaline)                      | Jack Avery (Why Don’t We) | 10       | X            | 9         | 10         | 29       | Kiesett       |
| 8  | Az hibázik, aki nem szól rám (duett Rácz Gergővel) | Tasi Dávid          | Rácz Gergő                                | 9                         | X        | 9            | 9         | 27         |          | Kiesett       |
| 5  |                                                    | Halász Rebeka       | Végem (duett Opitz Barbival)              | Opitz Barbi               | 9        | 10           | X         | 10         | 29       | Utolsó előtti |
| 12 | Lift Me Up                                         | Halász Rebeka       | Rihanna                                   | 10                        | 10       | X            | 10        | 30         |          | Utolsó előtti |
| 6  |                                                    | Nagy Alexa          | Diva Song                                 | Maïwenn                   | 9        | X            | 10        | 10         | 29       | Továbbjutott  |
| 11 | Legyen úgy! (duett Zsédával)                       | Nagy Alexa          | Zséda                                     | 10                        | X        | 10           | 10        | 30         |          | Továbbjutott  |

### 10. adás – Elődöntő (december 3.)
Az elődöntőben a versenyzők egy szólóprodukcióval és egy korábbi Sztárban sztár versenyzővel alkotott duettel álltak színpadra. A versenyzőkre a kilencedik élő show végétől az első etap lezárásáig lehetett emelt díjas telefonhívással szavazni.
- Közös produkció: Lottery (Latto)

| #  | Előadó                                  | Előadó              | Dal                                               | Eredeti előadó         | Pontozás | Pontozás     | Pontozás  | Pontozás   | Pontozás | Eredmény      |
| #  | Előadó                                  | Előadó              | Dal                                               | Eredeti előadó         |          |              |           |            | Összesen | Eredmény      |
| #  | Előadó                                  | Előadó              | Dal                                               | Eredeti előadó         | Majka    | Köllő Babett | Tóth Gabi | Pápai Joci | Összesen | Eredmény      |
| -- | --------------------------------------- | ------------------- | ------------------------------------------------- | ---------------------- | -------- | ------------ | --------- | ---------- | -------- | ------------- |
| 1  |                                         | Halász Rebeka       | That Man                                          | Caro Emerald           | 7        | 8            | X         | 8          | 23       | Kiesett       |
| 6  | Glorious (duett Valkusz Milánnal)       | Halász Rebeka       | Skylar Grey és Macklemore                         | 7                      | 8        | X            | 7         | 22         |          | Kiesett       |
| 2  |                                         | Karapancsev Kristóf | Are You Gonna Go My Way                           | Lenny Kravitz          | X        | 9            | 9         | 10         | 28       | Továbbjutott  |
| 8  | Cose della vita (duett Tóth Andival)    | Karapancsev Kristóf | Eros Ramazzotti és Tina Turner                    | X                      | 10       | 10           | 10        | 30         |          | Továbbjutott  |
| 3  |                                         | Szologjan Edgar     | Ne nézz vissza rám                                | Emilio                 | X        | 8            | 9         | 9          | 26       | Továbbjutott  |
| 9  | Miénk ez a cirkusz (duett Pál Dénessel) | Szologjan Edgar     | Presser Gábor és Somló Tamás                      | X                      | 10+1     | 9            | 10+1      | 31         |          | Továbbjutott  |
| 4  |                                         | Széchenyi Lili      | Szerelmes szívek / Tinédzser l'amour / Nyugi doki | Szandi                 | 10       | 9            | 10        | X          | 29       | Továbbjutott  |
| 10 | Next to Me (duett Radics Gigivel)       | Széchenyi Lili      | Taylor Swift és Emeli Sandé                       | 9+1                    | 9        | 9            | X         | 28         |          | Továbbjutott  |
| 5  |                                         | Nagy Alexa          | Free Your Mind                                    | Terry Ellis (En Vogue) | 10       | X            | 10+1      | 10         | 31       | Utolsó előtti |
| 7  | Mush Up (duett Szandival)               | Nagy Alexa          | Jennifer Lopez és Shakira                         | 9                      | X        | 9            | 9         | 27         |          | Utolsó előtti |

### 11. adás – Döntő (december 10.)
A döntőben a versenyzők egy szólóprodukcióval és egy vendégelőadóval alkotott duettel léptek színpadra. A zsűri nem pontozott, csak szóban értékelilték a produkciókat, kizárólag a nézői szavazatok döntöttek a versenyzők sorsáról. A döntős versenyzőkre emelt díjas telefonhívással az elődöntő végétől a döntő első körének lezárásáig lehetett szavazni. Az első szavazási kör lezárása után fény derült a 4. helyezett személyére, ezután a többiek szavazatait lenullázták és egy újabb körben lehetett rájuk szavazni. A második kör lezárása után kiderült, hogy ki lett a harmadik helyezett, majd a versenyben maradt két előadó szavazatait lenullázták és elindult a harmadik, mindent eldöntő szavazás, melynek lezárása után kiderült, hogy ki lett a győztes.
- Közös produkció: Black Magic (Jonasu)

| # | Előadó                        | Előadó              | Dal                                                    | Eredeti előadó | Eredmény     |
| - | ----------------------------- | ------------------- | ------------------------------------------------------ | -------------- | ------------ |
| 1 |                               | Szologjan Edgar     | You're Nobody 'til Somebody Loves You                  | James Arthur   | 4. helyezett |
| 6 | A csúcson túl (duett Nikával) | Szologjan Edgar     | Majka                                                  |                | 4. helyezett |
| 2 |                               | Nagy Alexa          | Gyere, kislány, gyere (duett Nagy Feróval)             | Wolf Kati      | 3. helyezett |
| 5 | What a Feeling                | Nagy Alexa          | Irene Cara                                             |                | 3. helyezett |
| 3 |                               | Széchenyi Lili      | Stone Cold                                             | Demi Lovato    | 2. helyezett |
| 8 | Csillagom (duett Caramellel)  | Széchenyi Lili      | Palya Bea                                              |                | 2. helyezett |
| 4 |                               | Karapancsev Kristóf | Találd ki gyorsan a gondolatom (duett Balázs Klárival) | Korda György   | 1. helyezett |
| 7 | Before You Go                 | Karapancsev Kristóf | Lewis Capaldi                                          |                | 1. helyezett |

A nézői szavazatok alapján a negyedik évadot Karapancsev Kristóf nyerte, így övé lett a 20 millió forint, a Nissan Juke személygépkocsi és a „Magyarország legsokoldalúbb előadóművésze” cím 2023-ban.
- Extra produkciók:

| Előadók             | Dal                                                                    | Eredeti előadó  |
| ------------------- | ---------------------------------------------------------------------- | --------------- |
| Solymár Matyi       | Supreme / Kids / Rock DJ / Candy / Let Me Entertain You                | Robbie Williams |
| Szentmártoni Norman | Supreme / Kids / Rock DJ / Candy / Let Me Entertain You                | Robbie Williams |
| Tasi Dávid          | Supreme / Kids / Rock DJ / Candy / Let Me Entertain You                | Robbie Williams |
| Váradi János        | Supreme / Kids / Rock DJ / Candy / Let Me Entertain You                | Robbie Williams |
| Bányai Noémi        | Love Again / Levitating / Don’t Start Now / Physical / Dance the Night | Dua Lipa        |
| Engel-Iván Lili     | Love Again / Levitating / Don’t Start Now / Physical / Dance the Night | Dua Lipa        |
| Halász Rebeka       | Love Again / Levitating / Don’t Start Now / Physical / Dance the Night | Dua Lipa        |
| Oláh Vivien         | Love Again / Levitating / Don’t Start Now / Physical / Dance the Night | Dua Lipa        |

## Nézettség
A +4-es adatok a teljes lakosságra, a 18–59-es adatok a célközönségre vonatkoznak. A táblázat csak a TV2 által főműsoridőben sugárzott adások adatait mutatja.
| Epizód                  | Vetítés              | Teljes lakosság (+4) | Teljes lakosság (+4) | Teljes lakosság (+4) | Célközönség (18–59) | Célközönség (18–59) | Célközönség (18–59) | Forrás |
| Epizód                  | Vetítés              | AMR (fő)             | SHR (%)              | Heti helyezés        | AMR (fő)            | SHR (%)             | Heti helyezés       | Forrás |
| ----------------------- | -------------------- | -------------------- | -------------------- | -------------------- | ------------------- | ------------------- | ------------------- | ------ |
| 1. válogató             | 2023. szeptember 3.  | 890 004              | 21,9                 | 1.                   | 414 312             | 19,8                | 1.                  | [ 6 ]  |
| 2. válogató             | 2023. szeptember 9.  | 722 925              | 20,2                 | 2.                   | 302 824             | 17,8                | 4.                  | [ 7 ]  |
| 3. válogató             | 2023. szeptember 10. | 883 647              | 21,8                 | 1.                   | 429 873             | 21,1                | 1.                  | [ 7 ]  |
| 4. válogató             | 2023. szeptember 16. | 748 704              | 20,4                 | 2.                   | 329 759             | 18,6                | 2.                  | [ 8 ]  |
| 5. válogató             | 2023. szeptember 17. | 948 151              | 23,3                 | 1.                   | 480 488             | 23,3                | 1.                  | [ 8 ]  |
| 1. középdöntő           | 2023. szeptember 23. | 821 416              | 20,5                 | 2.                   | 396 775             | 19,2                | 2.                  | [ 9 ]  |
| 2. középdöntő           | 2023. szeptember 24. | 977 632              | 22,5                 | 1.                   | 454 722             | 20,4                | 1.                  | [ 9 ]  |
| 3. középdöntő           | 2023. szeptember 30. | 822 203              | 21,5                 | 2.                   | 360 849             | 19,0                | 2.                  | [ 10 ] |
| 4. középdöntő           | 2023. október 1.     | 1 009 263            | 24,0                 | 1.                   | 502 195             | 23,6                | 1.                  | [ 10 ] |
| 1. élő show             | 2023. október 7.     | 706 191              | 19,8                 | 3.                   | 327 096             | 17,6                | 4.                  | [ 11 ] |
| 2. élő show             | 2023. október 8.     | 802 810              | 20,8                 | 1.                   | 397 450             | 18,8                | 1.                  | [ 11 ] |
| 3. élő show             | 2023. október 15.    | 821 347              | 21,5                 | 1.                   | 384 883             | 19,2                | 2.                  | [ 12 ] |
| 4. élő show             | 2023. október 22.    | 731 683              | 18,5                 | 4.                   | 335 248             | 16,0                | 3.                  | [ 13 ] |
| 5. élő show             | 2023. október 29.    | 743 543              | 18,1                 | 3.                   | 333 961             | 15,1                | 3.                  | [ 14 ] |
| 6. élő show             | 2023. november 5.    | 753 173              | 19,6                 | 5.                   | 323 538             | 15,2                | 4.                  | [ 15 ] |
| 7. élő show             | 2023. november 12.   | 867 483              | 20,9                 | 1.                   | 382 744             | 16,9                | 2.                  | [ 16 ] |
| 8. élő show             | 2023. november 19.   | 778 231              | 18,8                 | 4.                   | 352 109             | 16,0                | 3.                  | [ 17 ] |
| 9. élő show             | 2023. november 26.   | 762 788              | 18,6                 | 5.                   | 348 136             | 15,8                | 2.                  | [ 18 ] |
| 10. élő show (Elődöntő) | 2023. december 3.    | 799 155              | 19,4                 | 3.                   | 357 582             | 16,4                | 4.                  | [ 19 ] |
| 11. élő show (Döntő)    | 2023. december 10.   | 772 286              | 19,7                 | 335 431              | 16,1                | 2.                  | [ 20 ]              |        |